# Cá phèn sọc lam
Cá phèn sọc lam (danh pháp khoa học: Upeneichthys lineatus) là một loài cá phèn thuộc họ Cá phèn, chúng sinh sống ngoài khơi bờ đông Úc và quanh New Zealand ở độ sâu từ 5-100 mét. Thân cá dài đến 30 cm.